# Primi ministri della Giordania
I Primi ministri della Giordania dal 1921 ad oggi sono i seguenti.

## Lista
| N.                                           | Nome                                                 | Mandato           | Mandato                         | Re                         |
| N.                                           | Nome                                                 | Dal               | Al                              | Re                         |
| -------------------------------------------- | ---------------------------------------------------- | ----------------- | ------------------------------- | -------------------------- |
| • Emirato di Transgiordania (1921–1946) •    |                                                      |                   |                                 |                            |
| 1                                            | Rashid Ṭaliʽa (1877–1926)                            | 11 aprile 1921    | 5 agosto 1921                   | Abdullah (1921-1946)       |
| 2                                            | Mazhar Raslan (1886-1948)                            | 15 agosto 1921    | 10 marzo 1922                   | Abdullah (1921-1946)       |
| 3                                            | Ali Rikabi(1864-1943)                                | 10 marzo 1922     | 1 febbraio 1923                 | Abdullah (1921-1946)       |
| —                                            | Mazhar Raslan (1886–1948) Primo ministro ad interim  | 1 febbraio 1923   | 5 settembre 1923                | Abdullah (1921-1946)       |
| 4                                            | Hasan Abu Al-Huda (1871-1936)                        | 5 settembre 1923  | 3 marzo 1924                    | Abdullah (1921-1946)       |
| (3)                                          | Ali Rikabi(1864-1943)                                | 3 marzo 1924      | 26 giugno 1926                  | Abdullah (1921-1946)       |
| (4)                                          | Hasan Abu Al-Huda (1871-1936)                        | 26 giugno 1926    | 22 febbraio 1931                | Abdullah (1921-1946)       |
| 5                                            | Abdullah Siraj (1876-1949)                           | 22 febbraio 1931  | 18 ottobre 1933                 | Abdullah (1921-1946)       |
| 6                                            | Ibrahim Hashem (1878-1958)                           | 18 ottobre 1933   | 28 settembre 1938               | Abdullah (1921-1946)       |
| 7                                            | Tawfik Abu Al-Huda (1894–1956)                       | 28 settembre 1938 | 15 ottobre 1944                 | Abdullah (1921-1946)       |
| 8                                            | Samir Al-Rifai (1901–1965)                           | 15 ottobre 1944   | 19 maggio 1945                  | Abdullah (1921-1946)       |
| (6)                                          | Ibrahim Hashem (1878-1958)                           | 19 maggio 1945    | 25 maggio 1946                  | Abdullah (1921-1946)       |
| • Regno hascemita di Giordania (1946–oggi) • |                                                      |                   |                                 |                            |
| (6)                                          | Ibrahim Hashem (1878-1958)                           | 25 maggio 1946    | 4 febbraio 1947                 | Abdullah I (1946-1951)     |
| (8)                                          | Samir Al-Rifai (1901–1965)                           | 4 febbraio 1947   | 28 dicembre 1947                | Abdullah I (1946-1951)     |
| (7)                                          | Tawfik Abu Al-Huda (1894–1956)                       | 28 dicembre 1947  | 12 aprile 1950                  | Abdullah I (1946-1951)     |
| 9                                            | Sa'id Mufti (1898–1989)                              | 12 aprile 1950    | 4 dicembre 1950                 | Abdullah I (1946-1951)     |
| (8)                                          | Samir Al-Rifai (1901–1965)                           | 4 dicembre 1950   | 25 luglio 1951                  | Abdullah I (1946-1951)     |
| (7)                                          | Tawfik Abu Al-Huda (1894–1956)                       | 25 luglio 1951    | 5 maggio 1953                   | Talal (1951-1952)          |
| 10                                           | Fawzi Mulki (1910-1962)                              | 5 maggio 1953     | 4 maggio 1954                   | Hussein (1952–1999)        |
| (7)                                          | Tawfik Abu Al-Huda (1894–1956)                       | 4 maggio 1954     | 30 maggio 1955                  | Hussein (1952–1999)        |
| (9)                                          | Sa'id Mufti (1898–1989)                              | 30 maggio 1955    | 15 dicembre 1955                | Hussein (1952–1999)        |
| 11                                           | Hazza' Majali (1917-1960)                            | 15 dicembre 1955  | 21 dicembre 1955                | Hussein (1952–1999)        |
| —                                            | Ibrahim Hashem (1878–1958) Primo ministro ad interim | 21 dicembre 1955  | 8 gennaio 1956                  | Hussein (1952–1999)        |
| (8)                                          | Samir Al-Rifai (1901–1965)                           | 8 gennaio 1956    | 22 maggio 1956                  | Hussein (1952–1999)        |
| (9)                                          | Sa'id Mufti (1898–1989)                              | 22 maggio 1956    | 1 luglio 1956                   | Hussein (1952–1999)        |
| (6)                                          | Ibrahim Hashem (1878-1958)                           | 1 luglio 1956     | 29 ottobre 1956                 | Hussein (1952–1999)        |
| 12                                           | Suleiman Nabulsi (1908–1976)                         | 29 ottobre 1956   | 13 aprile 1957                  | Hussein (1952–1999)        |
| 13                                           | Hussein Khalidi (1895–1966)                          | 15 aprile 1957    | 24 aprile 1957                  | Hussein (1952–1999)        |
| (6)                                          | Ibrahim Hashem (1878-1958)                           | 24 aprile 1957    | 18 maggio 1958                  | Hussein (1952–1999)        |
| (8)                                          | Samir Al-Rifai (1901–1965)                           | 18 maggio 1958    | 6 maggio 1959                   | Hussein (1952–1999)        |
| (11)                                         | Hazza' Majali (1917-1960)                            | 6 maggio 1959     | 29 agosto 1960 (assassinato)    | Hussein (1952–1999)        |
| 14                                           | Bahjat Talhouni (1913–1994)                          | 29 agosto 1960    | 28 gennaio 1962                 | Hussein (1952–1999)        |
| 15                                           | Wasfi Tal (1919-1971)                                | 28 gennaio 1962   | 27 marzo 1963                   | Hussein (1952–1999)        |
| (8)                                          | Samir Al-Rifai (1901–1965)                           | 27 marzo 1963     | 21 aprile 1963                  | Hussein (1952–1999)        |
| 16                                           | Hussein ibn Nasser (1902–1982)                       | 21 aprile 1963    | 6 luglio 1964                   | Hussein (1952–1999)        |
| (14)                                         | Bahjat Talhouni (1913–1994)                          | 6 luglio 1964     | 14 febbraio 1965                | Hussein (1952–1999)        |
| (15)                                         | Wasfi Tal (1919-1971)                                | 14 febbraio 1965  | 4 marzo 1967                    | Hussein (1952–1999)        |
| (16)                                         | Hussein ibn Nasser (1902–1982)                       | 4 marzo 1967      | 23 aprile 1967                  | Hussein (1952–1999)        |
| 17                                           | Saad Jumaa (1916–1979)                               | 23 aprile 1967    | 7 ottobre 1967                  | Hussein (1952–1999)        |
| (14)                                         | Bahjat Talhouni (1913–1994)                          | 7 ottobre 1967    | 24 marzo 1969                   | Hussein (1952–1999)        |
| 18                                           | Abdelmunim Rifai (1917–1985)                         | 24 marzo 1969     | 13 agosto 1969                  | Hussein (1952–1999)        |
| (14)                                         | Bahjat Talhouni (1913–1994)                          | 13 agosto 1969    | 27 giugno 1970                  | Hussein (1952–1999)        |
| (18)                                         | Abdelmunim Rifai (1917–1985)                         | 27 giugno 1970    | 16 settembre 1970               | Hussein (1952–1999)        |
| 19                                           | Mohammad Al-Abbasi (1914-1972)                       | 16 settembre 1970 | 26 settembre 1970               | Hussein (1952–1999)        |
| 20                                           | Ahmad Toukan (1903–1981)                             | 26 settembre 1970 | 28 ottobre 1970                 | Hussein (1952–1999)        |
| (15)                                         | Wasfi Tal (1919-1971)                                | 28 ottobre 1970   | 28 novembre 1971 (assassinato)  | Hussein (1952–1999)        |
| 21                                           | Ahmad Lozi (1925–2014)                               | 29 novembre 1971  | 26 maggio 1973                  | Hussein (1952–1999)        |
| 22                                           | Zaid Rifai (1936-2024)                               | 26 maggio 1973    | 13 luglio 1976                  | Hussein (1952–1999)        |
| 23                                           | Mudar Badran (1934-2023)                             | 13 luglio 1976    | 19 dicembre 1979                | Hussein (1952–1999)        |
| 24                                           | Abdelhamid Sharaf (1939-1980)                        | 19 dicembre 1979  | 3 luglio 1980 (morto in carica) | Hussein (1952–1999)        |
| 25                                           | Kassim Rimawi (1918-1982)                            | 3 luglio 1980     | 28 agosto 1980                  | Hussein (1952–1999)        |
| (23)                                         | Mudar Badran (1934-2023)                             | 28 agosto 1980    | 10 gennaio 1984                 | Hussein (1952–1999)        |
| 26                                           | Ahmad Obeidat (1938)                                 | 10 gennaio 1984   | 4 aprile 1985                   | Hussein (1952–1999)        |
| (22)                                         | Zaid Rifai (1936-2024)                               | 4 aprile 1985     | 27 aprile 1989                  | Hussein (1952–1999)        |
| 27                                           | Zaid ibn Shaker (1934-2002)                          | 27 aprile 1989    | 4 dicembre 1989                 | Hussein (1952–1999)        |
| (23)                                         | Mudar Badran (1934-2023)                             | 4 dicembre 1989   | 19 giugno 1991                  | Hussein (1952–1999)        |
| 28                                           | Taher Masri (1942)                                   | 19 giugno 1991    | 21 novembre 1991                | Hussein (1952–1999)        |
| (27)                                         | Zaid ibn Shaker (1934-2002)                          | 21 novembre 1991  | 29 maggio 1993                  | Hussein (1952–1999)        |
| 29                                           | Abdelsalam Majali (1925-2023)                        | 29 maggio 1993    | 7 gennaio 1995                  | Hussein (1952–1999)        |
| (27)                                         | Zaid ibn Shaker(1934-2002)                           | 7 gennaio 1995    | 4 febbraio 1996                 | Hussein (1952–1999)        |
| 30                                           | Abdul Karim Kabariti (1949)                          | 4 febbraio 1996   | 9 marzo 1997                    | Hussein (1952–1999)        |
| (29)                                         | Abdelsalam Majali (1925-2023)                        | 9 marzo 1997      | 20 agosto 1998                  | Hussein (1952–1999)        |
| 31                                           | Fayez Tarawneh(1949–2021)                            | 20 agosto 1998    | 4 marzo 1999                    | Hussein (1952–1999)        |
| 32                                           | Abdelraouf Rawabdeh (1939)                           | 4 marzo 1999      | 19 giugno 2000                  | Abdullah II (1999 - oggi ) |
| 33                                           | Ali Abu Al-Ragheb (1946)                             | 19 giugno 2000    | 25 ottobre 2003                 | Abdullah II (1999 - oggi ) |
| 34                                           | Faisal Al-Fayez (1952)                               | 25 ottobre 2003   | 6 aprile 2005                   | Abdullah II (1999 - oggi ) |
| 35                                           | Adnan Badran (1935)                                  | 6 aprile 2005     | 27 novembre 2005                | Abdullah II (1999 - oggi ) |
| 36                                           | Marouf Bakhit (1947-2023)                            | 27 novembre 2005  | 25 novembre 2007                | Abdullah II (1999 - oggi ) |
| 37                                           | Nader Dahabi(nato nel 1946)                          | 25 novembre 2007  | 14 dicembre 2009                | Abdullah II (1999 - oggi ) |
| 38                                           | Samir Rifai(1966)                                    | 14 dicembre 2009  | 9 febbraio 2011                 | Abdullah II (1999 - oggi ) |
| (36)                                         | Marouf Bakhit (1947-2023)                            | 9 febbraio 2011   | 24 ottobre 2011                 | Abdullah II (1999 - oggi ) |
| 39                                           | Awn Khasawneh (1950)                                 | 24 ottobre 2011   | 2 maggio 2012                   | Abdullah II (1999 - oggi ) |
| (31)                                         | Fayez Tarawneh(1949–2021)                            | 2 maggio 2012     | 11 ottobre 2012                 | Abdullah II (1999 - oggi ) |
| 40                                           | Abdullah Ensour(1939)                                | 11 ottobre 2012   | 1 giugno 2016                   | Abdullah II (1999 - oggi ) |
| 41                                           | Hani Mulki(1951)                                     | 1 giugno 2016     | 14 giugno 2018                  | Abdullah II (1999 - oggi ) |
| 42                                           | Omar Razzaz(1961)                                    | 14 giugno 2018    | 12 ottobre 2020                 | Abdullah II (1999 - oggi ) |
| 43                                           | Bisher Al-Khasawneh(1969)                            | 12 ottobre 2020   | 15 settembre 2024               | Abdullah II (1999 - oggi ) |
| 44                                           | Jafar Hassan(1968)                                   | 15 settembre 2024 | In carica                       | Abdullah II (1999 - oggi ) |